# Vrste e-trgovanja
To je seznam tradicionalne klasifikacije modelov e-trgovanja. Ti temeljijo na štirih različnih tržnih segmentih. Poleg tega pa so sedaj tej klasifikaciji dodani še dve dodatni vrsti.

## Poslovanje med podjetji (B2B)
Elektronsko poslovanje/trgovanje med podjetji (B2B) se nanaša na vse elektronske transakcije blaga in prodaje, ki potekajo med dvema podjetjema.  Včasih je kupec končni uporabnik, pogosto pa kupec preprodaja potrošniku.  Ta vrsta e-trgovine običajno pojasnjuje odnos med proizvajalci in trgovci na debelo.   Poleg tega je to lahko tudi odnos med proizvajalci in trgovci na drobno. Prav tako se lahko enak odnos pojavi med ponudniki storitev in poslovnimi organizacijami. 
B2B običajno zahteva večjo začetno investicijo in običajno pomeni daljši prodajni cikel a hkrati tudi višjo vrednost naročil in več ponavljajočih se nakupov.  Leta 2015 je Google ugotovil, da je skoraj polovica B2B kupcev milenijcev. Ko mlajše generacije vstopajo v starost sprejemanja poslovnih odločitev, postaja prodaja B2B v spletnem prostoru vse pomembnejš. 
Primeri B2B trgovanja so Iskratel, Melamin, in DEWESoft. To so odlična B2B podjetja, ki se znajo prilagoditi in rasti v svetu sprememb. 
Prednosti: 
- Priročnost: Medtem ko podjetja lahko prodajajo preko fizičnih prodajaln ali opravljajo transakcije po telefonu, B2B trgovina pogosto poteka preko spleta, kjer podjetja oglašujejo svoje izdelke in storitve, omogočajo izdelavo ponudbe in olajšajo oddajo večjih naročil. Prodajalci imajo koristi tudi od učinkovite obdelave naročil, zahvaljujoč digitalnemu modelu transakcij;

- Večji dobiček: B2B podjetja pogosto prodajo svoje izdelke v veleprodajnih količinah, zato lahko kupci dobijo ugodnejše ponudbe. Večje število naročil vodi k večji potencialni prodaji, s čimer se veča tudi dobiček. Hkrati lahko preprostost oglaševanja podjetjem prek spletnih strani B2B pomaga zmanjšati stroške trženja in povečati stopnjo konverzije;

- Ogromen tržni potencial: od poslovne programske opreme in svetovalnih storitev do velikih količin materiala in specializiranih strojev, B2B prodajalci lahko ciljajo na ogromen trg podjetij. Hkrati pa so dovolj prilagodljivi, da se lahko specializirajo za specifično področje, kot je tehnologija, kjer lahko postanejo vodilni na področju;

- Izboljšana varnost: Ker so pogodbe pogost element B2B poslovanja, je tako kupcem kot prodajalcem zagotovljena varnost. Poleg tega se prodaja običajno spremlja digitalno, kar ponovno poveča varnost poslovanja, saj lahko prodajalci neprestano spremljajo njihove finančne rezultate. [6]

Slabosti: 
- Bolj zapleten postopek namestitve: B2B prodajalec mora ugotoviti, kako bo prišel do zvestih strank, ki bodo naročale velika naročila. To pogosto zahteva temeljite raziskave, ki privedejo do oglaševanje potencialnim podjetjem, vzpostavitev sistema prilagojenih naročil in hitro prilagajanje, v primeru padanja prodaje;

- Omejitve prodaje: Čeprav B2B podjetja lahko prodajo veliko, na račun prodaje v velikih količinah, zamudijo potencialno prodajo posameznim manjšim strankam. Manjši obseg poslovnih kupcev in potreba po pogodbenih pogajanjih lahko omejijo dobiček, zlasti ko ključni kupci prestopijo h konkurentom;

- Potreba po izstopanju B2B prodajalcev: B2B trg veliko podjetij, ki tekmujejo in prodajajo podobne izdelke in storitve. Prodajalci morajo za uspeh pogosto znižati cene in poiskati inovativne načine, kako pritegniti pozornost podjetij;

- Potrebne so posebne izkušnje pri naročanju: B2B podjetja, ki prodajajo preko spleta, morajo vložiti veliko truda v oblikovanje spletne strani in sistema naročanja, ki bo enostaven za uporabo kupcev. Potrebna je nazorna predstavite informacij o izdelkih in storitvah, ponudba spletne demonstracije ali posvetovanja s kupci, in uporaba spletne naročilnice, ki je lahko še vedno prilgojena željam uporabnikov.  [6]

## Poslovanje potrošnikom (B2C)
B2C je najpogostejši model e-trgovanja. Ukvarja se z elektronskimi poslovnimi odnosi med podjetji, tako proizvajalci kot ponudniki storitev, s končnimi potrošniki. Mnogi ljudje uživajo v tej možnosti e-trgovine, saj jim omogoča nakupovanje po najboljših cenah, branje mnenj kupcev in pogosto najdejo različne izdelke, ki jih sicer ne bi v maloprodajnem svetu. Ta kategorija e-trgovine omogoča tudi podjetjem, da razvijejo bolj prilagojen odnos s svojimi strankami.  Vse, kar kupite na spletu kot potrošnik - oblačila, pripomočkih za gospodinjstvo, zabavo - šteje kot del transakcije B2C. Postopek odločanja za nakup B2C je veliko krajši od nakupa med podjetji (B2B), zlasti pri izdelkih, ki imajo nižjo vrednost in je zaradi tega krajši prodajni cikel. Tako B2C podjetja običajno porabijo manj sredstev za prodajo oziroma trženje, imajo pa tudi nižjo povprečno vrednost naročila in manj ponavljajočih se naročil kot njihovi B2B kolegi. Inovatorji B2C so izkoristili tehnologijo, kot so mobilne aplikacije, domače oglaševanje in ponovno trženje, da neposredno tržijo svojim strankam.  Najbolj znana spletna B2C trgovca na slovenskem trgu sta mimovrste.com, enaA.com. 
Prednosti:  
- Neomejeno tržno mesto: B2C trgovine predstavljajo neomejeno spletno prodajalno, tako da strankam omogoča raziskovanje in nakupovanje po njihovih preferencah. V našem interesu bi moralo biti, da lahko preverimo želene storitve od doma, pisarne in kjer koli drugje, ne da bi sledili omejenemu časovnemu okviru. Izdelke lahko na svetovni ravni kupimo iz vseh koncev sveta. Pomeni, da je internet prekinil mednarodne ovire in nam dal priložnost, da različne izdelke kupimo, ne da bi morali iti osebno v trgovinah;
- Nižji stroški poslovanja: B2C je zmanjšal številne stroške poslovanja, med drugim stroške zaposlenih, stroške nakupa, potrditve po pošti, telefonske klice, vnos podatkov in zahtevo po odprtju trgovin s fizičnim obstojem.;
- Poslovna administracija olajšana: B2C je olajšalo beleženje zalog, pošiljke, dnevnikov in celotnih poslovnih transakcij v primerjavi s tradicionalnimi načini upravljanja trgovin. Ti vidiki poslovanja se zdaj samodejno izračunajo z največjo natančnostjo za spletne podjetnike. Poleg tega omogoča sprotno posodabljanje, s pomočjo katerega lahko raziskujemo vse najnovejše dogodke, trende v našem poslu;
- Učinkovitejši poslovni odnosi: Graditi nove in izboljšane odnose s strankami in dobavitelji;
- Avtomatizacija delovnega toka: ta postopek nam daje pravočasno prednost in pregled nad zalogo ter pošiljanju izdelkov. Poleg tega samodejno prilagaja zaloge in z visoko hitrostjo ugotavlja razpoložljivost skladišč. Zelo zanesljiv varnostni sistem s postopnim preverjanjem, skrbi za varno poslovanje. Neposredna prodaja tretjih oseb je podprta z znanimi bančnimi in računovodskimi funkcijami, ki nam omogočajo, da se obrnemo na prodajalce in opravljamo notranje poslovne transakcije temu primerno. [7]

Slabosti: 
- Infrastruktura: Vsi ljudje nimajo dostopa do IT opreme. Po raziskavi je skupno 26 milijonov ljudi na svetu prikrajšanih za uporabo stabilne internetne povezave.;
- Konkurenca: Konkurenca v tem modelu je res zelo visoka, saj obstajaja na miljone spletnih blagovnih znamk in storitev, ki lahko naše poslovanje postavijo na kocko. Obstajajo določena podjetja, ki jim je uspelo ohraniti velik tržni delež, kar jim daje priložnost za dolgoročno preživetje. Razumeti moramo pomen uvedbe novih in izboljšanih izdelkov v svetu interneta za pridobitev najboljšega odziva strank;
- Omejena izpostavljenost izdelkom: Omeniti velja, da je e-poslovanje kljub nagrajevanju kupcev z enostavnim dostopom in edinstveno stopnjo prilagodljivosti pri izbiri izdelkov omejilo izpostavljenost (preizkušanju) izdelkov za kupce po internetu. Večina spletnih mest kupcem ne omogoča, da bi ob nakupu izdelka tega prej pomerili oziroma preizkusili. Elektronsko poslovanje podpira „omejeno izpostavljenost izdelkov“, zato nekateri izdelki ob prevzemu razočarajo kupce, ki jih potem takoj pošljejo nazaj. [7]

## Potrošnik v razmerju s podjetji (C2B)
O C2B e-trgovini govorimo takrat, ko potrošnik ponudi in proda svoje storitve ali izdelke podjetjem. Konkurenčna prednost modela e-trgovine C2B je v določanju cen blaga in storitev. Ta pristop vključuje povratne dražbe, v katerih stranke navedejo ceno izdelka ali storitve, ki jo želijo kupiti. Druga oblika C2B se pojavi, ko potrošnik nudi podjetju možnost plačila za trženje njigovih izdelkov, na potrošnikovem blogu. 
Na primer, živilska podjetja lahko prosijo »kuharske« blogerje, naj nov izdelek vključijo v recept in ga ocenijo za bralce svojih blogov. V zameno za take ocene lahko dobijo brezplačni izdelki ali neposredno plačilo. To lahko vključuje tudi plačljivi oglasni prostor na spletni strani potrošnikov. Google Adwords / Adsense je omogočil tovrstnen način s poenostavitvijo postopka, v katerem so lahko blogerji plačani za tovrstne oglase. Model C2B se je razširil v internetni dobi, zaradi lahkega dostopa do potrošnikov. Poslovni odnosi so bili nekoč strogo enosmerni in so podjetja ponujala storitve in blago potrošnikom, sedaj pa novo dvosmerno omrežje potrošnikom omogoča, da postanejo sami svoje podjetje. Znižanje stroškov tehnologij, kot so video kamere, visokokakovostni tiskalniki in storitve spletnega razvoja, omogoča potrošnikom dostop do orodij za promocijo in komunikacijo, ki so bila nekoč dostopna le velikim podjetjem. S tem lahko tako podjetja kot potrošniki koristijo prednosti modela C2B. 
Primer takega poslovanja je, grafični oblikovalec, ki naredi logotip podjetja ali fotograf, ki fotografira za e-trgovino. 
Prednosti in slabosti C2B na primeru: 
Spletna stran C2B podjetja ponuja »Lending Tree« oglas na vrhu strani, www.thefreemortgagecalculator.com. Prednost tega je, da lastniku ni treba prodajati hipotek, se srečevati s strankami ali plačevati vsakodnevnih stroškov poslovanja. Če ta oglas uporabi obiskovalec, lastnik spletne strani dobi provizijo od podjetja Lending Tree. Slabosti takih transakcij pa so, da je treba dobro in premišljeno oblikovati spletno stran, dobiček pa je navadno veliko manjši, kot bi bil pri direktni prodaji hipotek. 

## Potrošnik za potrošnika (C2C)
C2C predstavlja tržno okolje, kjer potrošnik kupi izdelek od drugega potrošnika z uporabo podjetja ali platforme tretje osebe za olajšanje transakcije, kateri običajno zaslužijo z zaračunavanjem transakcij.  Podjetja, ki ponujajo prostor za takšne transakcije se soočajo s ključnim izzivom pri nadzoru kakovosti izdelkov in vzdrževanju tehnologije.  Prednost tega modela pa jesama konkurenca izdelkov in pogosto prodaja težko dostopnih izdelkov. Tudi marže so lahko višje od tradicionalnih metod oblikovanja cen za prodajalce, ker obstajajo minimalni stroški zaradi odsotnosti trgovcev na drobno ali trgovcev na debelo.  Odpiranje spletnega mesta C2C zahteva skrbno načrtovanje. 
Primeri C2C so podjetja sta Craigslist in eBay, v Sloveniji bloha.com. Na splošno transakcije tega modela zagotavljajo spletne platforme (na primer PayPal), vendar se pogosto izvajajo z uporabo socialnih omrežij (Facebook Market) in spletnih strani (Craigslist). 
Prednosti tega modela so nizki stroški za ponudnike platform, široka dostopnost do plaform, veliko transakcij in kupcev, med tem ko so slabosti nenadzorovana kvaliteta, kočljive transakcije in manjša varnost kupcev. 

## Poslovanje administraciji (B2A)
B2A, znana tudi kot B2G, se nanaša na vse transakcije med podjetji in javno upravo ali vladno agencijo. Vladne agencije (uprava) uporabljajo osrednja spletna mesta za trgovanje in izmenjavo informacij z različnimi poslovnimi organizacijami.  To področje vključuje veliko Služb, zlasti na področjih, kot so socialna varnost, zaposlovanje in pravni dokumenti. 
Ovire za B2G:
Podjetja, ki so navajena na interakcijo z drugimi podjetji ali neposredno s potrošniki, pogosto naletijo na nepričakovane ovire pri delu z vladnimi agencijami. Vlade običajno potrebujejo več časa kot zasebna podjetja, da odobrijo in začnejo delati na določenem projektu. Sloji regulacije lahko upočasnijo na splošno učinkovitost postopka sklepanja pogodb.
Medtem ko podjetja lahko ugotovijo, da vladne pogodbe vključujejo dodatno papirologijo, čas in preverjanje, so prednosti pri zagotavljanju blaga in storitev javnemu sektorju. Vladne pogodbe so pogosto velike in bolj stabilne kot v zasebnem sektorju. Podjetje z zgodovino uspešnega vladnega sklepanja pogodb običajno lažje dobi naslednjo pogodbo. 

## Poslovna administracija (C2A)
Elektronsko poslovanje C2A je poslovanje med potrošnikom in upravo in zajema vse elektronske transakcije med le temi. Ta model pomaga potrošnikom neposredni pridobiti informacije o javnem sektorju in upravi. Omogoča enostavno komunikacijo med potrošniki in vlado oziroma upravo.  
Ta model pomaga potrošnikom neposredni pridobiti informacije o javnem sektorju in upravi. Omogoča enostavno komunikacijo med potrošniki in vlado oziroma upravo.  
Primer takega poslovanja je oddajanje davčnih obračunov na E-davkih, zdravstevene storitve, oddajo e-računov na UJP in podobno.  

## Poglej tudi
1. 1 2 3 4 5 6  Wilks, Alex. »What are the different categories of e-commerce?«. www.numinix.com. Numinix. Arhivirano iz prvotnega spletišča dne 25. septembra 2020. Pridobljeno 28. maja 2020.
2. 1 2 3 4 5  Tyler, Jesse. »Traditional Types of Ecommerce Business Models + Innovative New Ones To Consider For Your Next Venture«. www.bigcommerce.com. Big Commerce. Pridobljeno 28. maja 2020.
3. ↑  Chen, James. »What Is Business-to-Business (B2B)?«. www.investopedia.com. Investopedia. Pridobljeno 28. maja 2020.
4. 1 2  DeMatas, Darren. »5 Types Of Ecommerce Business Models That Work Right Now«. www.ecommerceceo.com. E- commerce CEO. Pridobljeno 28. maja 2020.
5. ↑  »Tretja B2B konferenca: Podjetja, ki rastejo v svetu sprememb«. www.b2bkonferenca.si. Arhivirano iz prvotnega spletišča dne 3. junija 2020. Pridobljeno 3. junija 2020.
6. 1 2  Donohoe, Ashley. »Advantages & Disadvantages of B2B«. www.bizfluent.com. Bizi Fluent. Pridobljeno 28. maja 2020.
7. 1 2  »Advantages and disadvantages of B2C«. Business Education (v ameriški angleščini). 15. oktober 2018. Arhivirano iz prvotnega spletišča dne 6. junija 2020. Pridobljeno 6. junija 2020.
8. ↑  Arline, Katherine. »What is C2B?«. Business News Daily. Business News Daily. Pridobljeno 28. maja 2020.
9. ↑  Arline, Katherine. »What is C2B?«. Business News Daily. Business News Daily. Pridobljeno 28. maja 2020.
10. ↑  Wilks, Alex. »What are the different categories of e-commerce?«. www.numinix.com. Numinix. Arhivirano iz prvotnega spletišča dne 25. septembra 2020. Pridobljeno 28. maja 2020.
11. 1 2  Bell, Chris. »E-commerce models«. Chris Bell. Pridobljeno 28. maja 2020.
12. ↑  Tarver, Evan. »The Best Customer to Customer Sellers Can Be People Like You«. Investopedia (v angleščini). Pridobljeno 6. junija 2020.
13. 1 2  Javed, Arslan. »6 Types of eCommerce Business Models You Need To Know (2020)«. Ecomsay. Ecomsay. Pridobljeno 28. maja 2020.